# Aloe greatheadei
Aloe greatheadei é uma espécie de liliopsida do gênero Aloe, pertencente à família Asphodelaceae.